# Little Miss Obsessive
A Little Miss Obsessive Ashlee Simpson amerikai énekesnő dala harmadik, Bittersweet World című stúdióalbumáról. A felvételen közreműködött a Plain White T’s énekese, Tom Higgenson. Az album számainak többségével szemben ez a felvétel pop-rock stílusra épül. Sokkal inkább Simpson korábbi munkáira hasonlít. 2008. március 11-én jelent meg az album második és egyben utolsó kislemezeként, a rádiók március 18-án kezdték el sugározni.

## Háttér
A dal egy kapcsolatbeli problémát vázol fel, egy olyan szituációt, melyben a pár veszekszik, és az egyik fél valami olyat mond a másikra, melyet később megbán, és visszavárja szerelmét. „Azt hiszem, tényleg vége” ("I guess we're really over") – énekli Simpson, de ezt ilyen sorok követik: „Gyere ide, nem tettem túl magam ezen” ("So come over, I'm not over it"). Ashlee így nyilatkozott a felvételről: „Minden lánnyal megtörtént már ez a helyzet. Sületlenségeket beszélsz, majd így érzed: 'Állj, ezt miért csináltam?'” Szerinte a dal az I Am Me-érára hasonlít, de közben továbbfejlődött. Hozzátette, nagyon szereti Higgenson hangját a dalban: „[Higgerson] a tökéletes személy a dalhoz.”

## Megjelenés, promóció
Simpson 2008. február 21-én mutatta be a dalt a KISS FM DreX Morning Show-ban Chicago-ban. Február 25-én jelentette be a Total Request Live műsornak adott interjúja során, hogy a dal kislemezként is meg fog jelenni. Nem sokkal később honlapján is megjelent a hír, „első hivatalos kislemez”-nek nevezve a felvételt.
A Bittersweet World (mely április 22-én jelent meg) promóciójának részeként Simpson a TRL-on lépett fel április 15-én, melyet két nappal később sugároztak. A The Today Show-ban is vendégeskedett 18-án, majd 21-én a The Tonight Show with Jay Leno című műsorban jelent meg. A számot elénekelte a The Ellen DeGeneres Show-ban és a Dance on Sunset-en is.

## Videóklip
Február 27-én vázolta fel terveit az énekesnő a dalhoz tartozó videóklippel kapcsolatban. Eredetileg március végére tervezték a videó forgatását, a turné befejezte után, azonban a mai napig nem jelent meg semmilyen hír a kisfilm létezésével kapcsolatban.

## Slágerlistás helyezések
2008. március 29-én a dal 72. helyen debütált a Canadian Hot 100 kislemezlistán. Az iTunes Hot Digital Songs-on 28. pozíciót ért el, miután a Bittersweet World megjelenése segítette az eladások fellendítését. Habár játszották a rádiók, a Hot 100 Airplay-en nem jelent meg. A Billboard Hot 100-on viszont igen, igaz, csak 96. helyezéssel.
| Kislemezlista (2008)          | Legjobb helyezés |
| ----------------------------- | ---------------- |
| Canadian Hot 100              | 72               |
| Billboard Hot 100             | 96               |
| Billboard Hot Dance Club Play | 26               |

## Fordítás
Ez a szócikk részben vagy egészben  a   Little Miss Obsessive című angol Wikipédia-szócikk fordításán alapul.  Az eredeti cikk szerkesztőit annak laptörténete sorolja fel. Ez a jelzés csupán a megfogalmazás eredetét és a szerzői jogokat jelzi, nem szolgál a cikkben szereplő információk forrásmegjelöléseként.